# BT-42
Le BT-42 est un obusier automoteur finlandais construit durant la guerre de Continuation. Il fut conçu à partir de chars légers BT-7 soviétiques capturés, sur lesquels furent adaptés des obusiers de 114 mm QF 4.5-inch howitzer (en) britanniques, ces derniers ayant été donnés pendant la guerre d'Hiver. Seuls dix-huit véhicules de ce type furent réalisés fin 1942, et utilisés en opération à partir de 1943.

## Histoire

### Contexte
Au fur et à mesure que la Seconde Guerre mondiale progressait, les Soviétiques produisaient des chars de plus en plus performants. L'armée finlandaise, quant à elle, doit se contenter d'un grand nombre de chars capturés, qui sont pour la plupart faiblement blindés et armés.
Les Finlandais décident de redessiner le char BT-7 modèle 1937. Ils construisent une nouvelle tourelle et l'arment d'obusiers de 114,3 mm de fabrication britannique qui avaient été fournis par les Britanniques pendant la guerre d'Hiver (Q.F. 4,5 inch howitzer Mark II, également connu sous le nom de 114 Psv.H/18 en Finlande). Les Finlandais construisent 18 BT-42 qui sont mis en service en 1943. 

### Service militaire

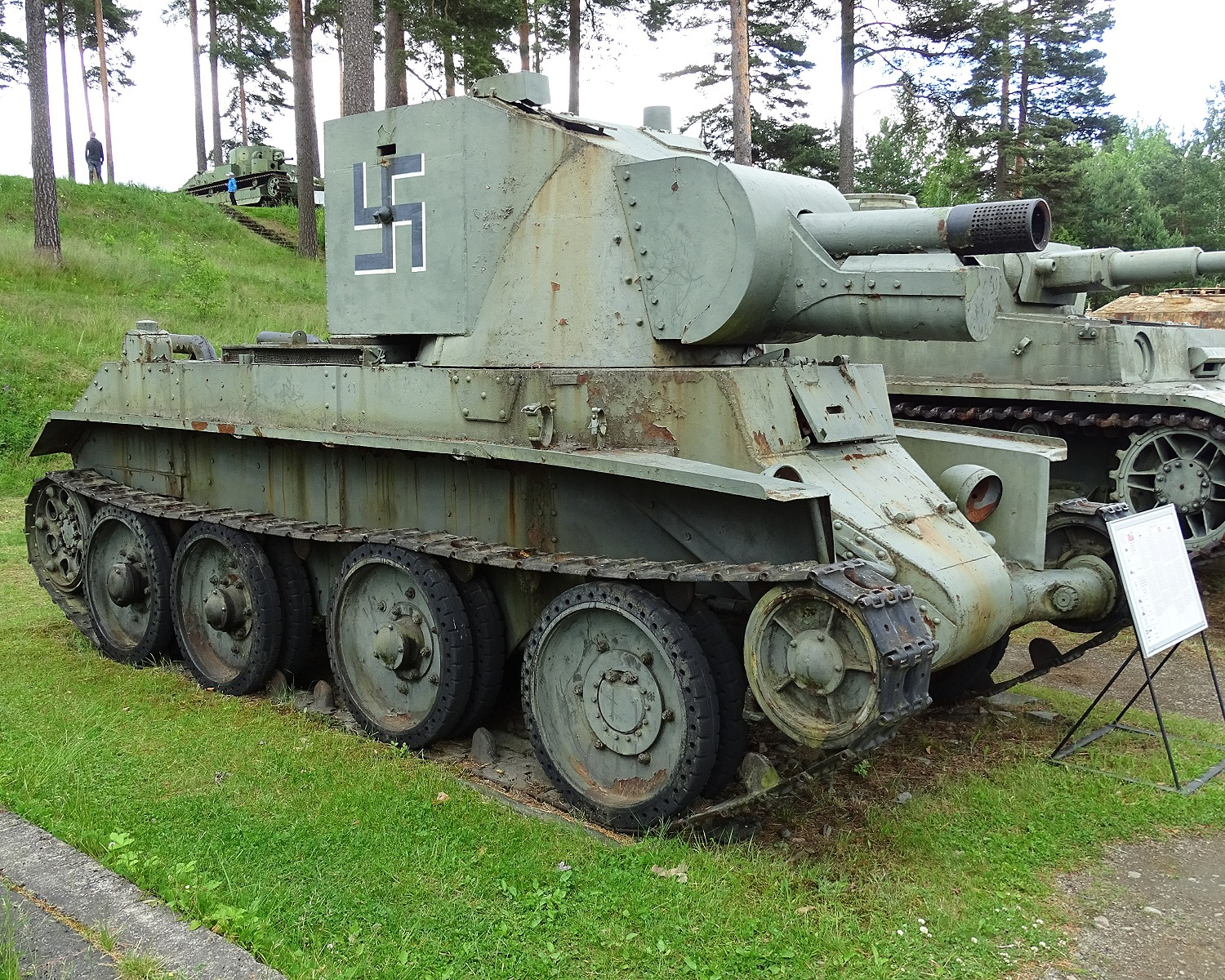
BT-42, exposé au musée des blindés de Parola

Le BT-42 a été utilisé pour la première fois en 1943, le long de la rivière Svir, pour détruire les casemates ennemies. La conception du canon fonctionnait raisonnablement bien contre les cibles immobiles, mais n'était pas du tout adaptée au rôle antichar. Pour contrer ce problème, les Finlandais ont copié un obus HEAT conçu par les Allemands pour le canon, et l'on a d'abord pensé qu'il pourrait vaincre le blindage incliné du T-34, mais cela n'a pas été le cas. Le BT-42 est rapidement devenu très impopulaire au sein de ses équipages. Ses faiblesses mécaniques étaient principalement dues à la nouvelle tourelle qui, en plus de donner au char un profil haut, ajoutait un poids important au véhicule, mettant à rude épreuve la suspension et le moteur.
Les BT-42 sont à nouveau utilisés lors de la grande offensive soviétique de 1944. Ils sont déployés pour la défense de Vyborg, mais n'ont pas pu arrêter l'avancée des forces soviétiques. Le BT-42 a beaucoup souffert pendant les combats. À un moment donné, un BT-42 finlandais a réussi à toucher un T-34 soviétique à 18 reprises, sans même réussir à immobiliser le véhicule ennemi. Les Finlandais ont perdu 8 des 18 véhicules engagés sans avoir apporté de contribution significative aux combats. Il convient toutefois de noter que les unités blindées finlandaises étaient encore principalement composées de vieux T-26, T-28 et BT-42 AFV, et que tous ces véhicules ont subi des pertes au cours de ces journées (y compris 25 des 87 T-26 et un tiers de tous les tracteurs d'artillerie A-20). Les livraisons d'urgence allemandes de PzKpfw IV, de StuG III et de T-34 capturés ont permis aux Finlandais de remplacer leurs chars vieillissants par des chars plus efficaces. Le BT-42 est retiré du service peu après les combats autour de Vyborg et remplacé par des StuG III de fabrication allemande.

### BT-43
En mars 1943, la division blindée finlandaise suggéra que 20 BT-7 devaient être convertis en transports blindés de personnel. Le QG donna son approbation le 18 mai 1943, mais limita néanmoins le nombre de véhicules à 14. Un prototype fut ainsi construit en ôtant la tourelle d'un BT-7 et en construisant à la place une plate-forme en bois sur le dessus du châssis. Plusieurs portières additionnelles furent par ailleurs installées pour permettre un embarquement et une sortie du blindé plus faciles. Le prototype du BT-43 fut testé en novembre 1943, mais la production en série ne débuta jamais. Le seul prototype fut détruit à la fin de la guerre en mai 1945. Aucune photographie du char ne nous est parvenue.

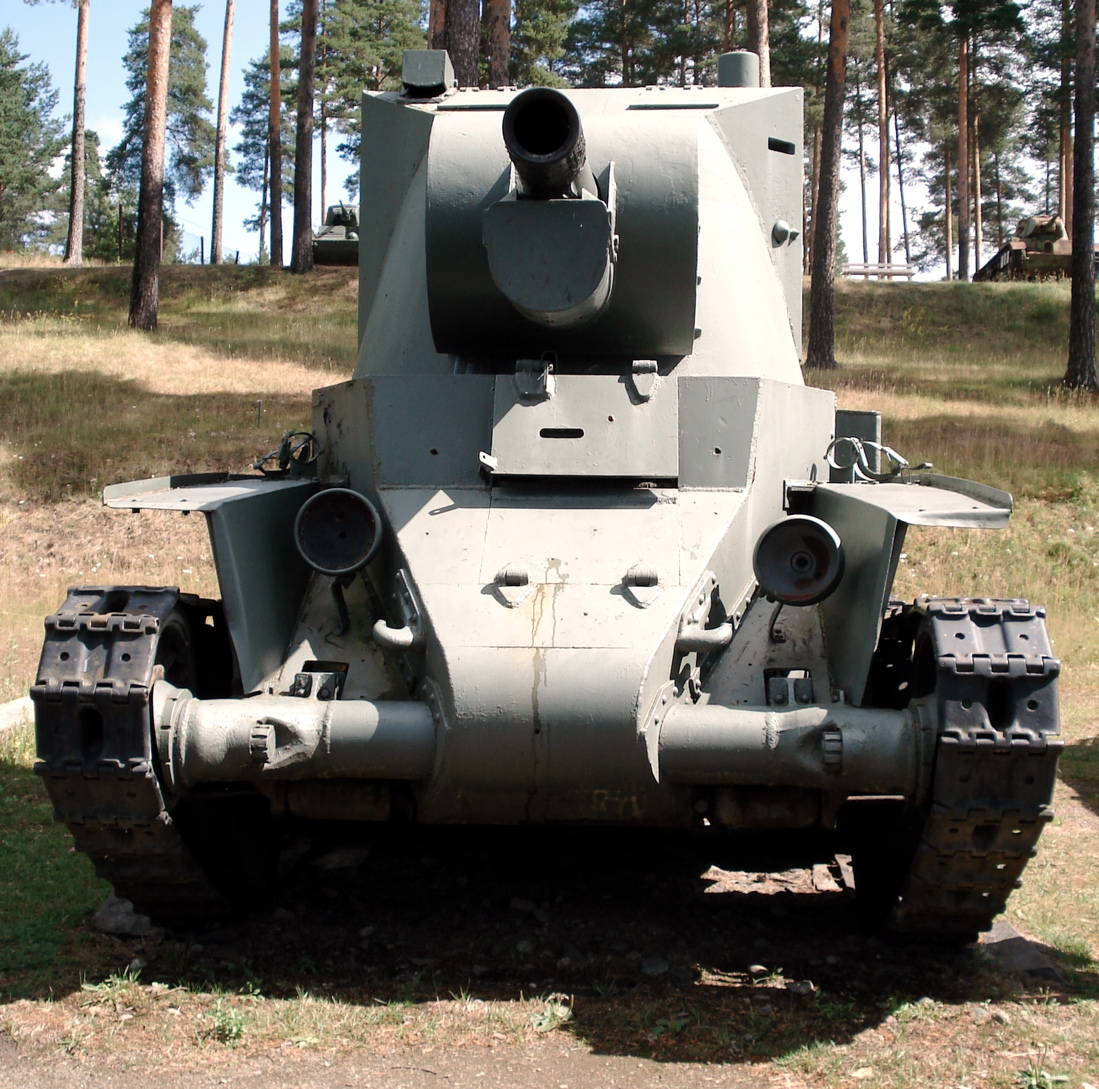
Vue de face
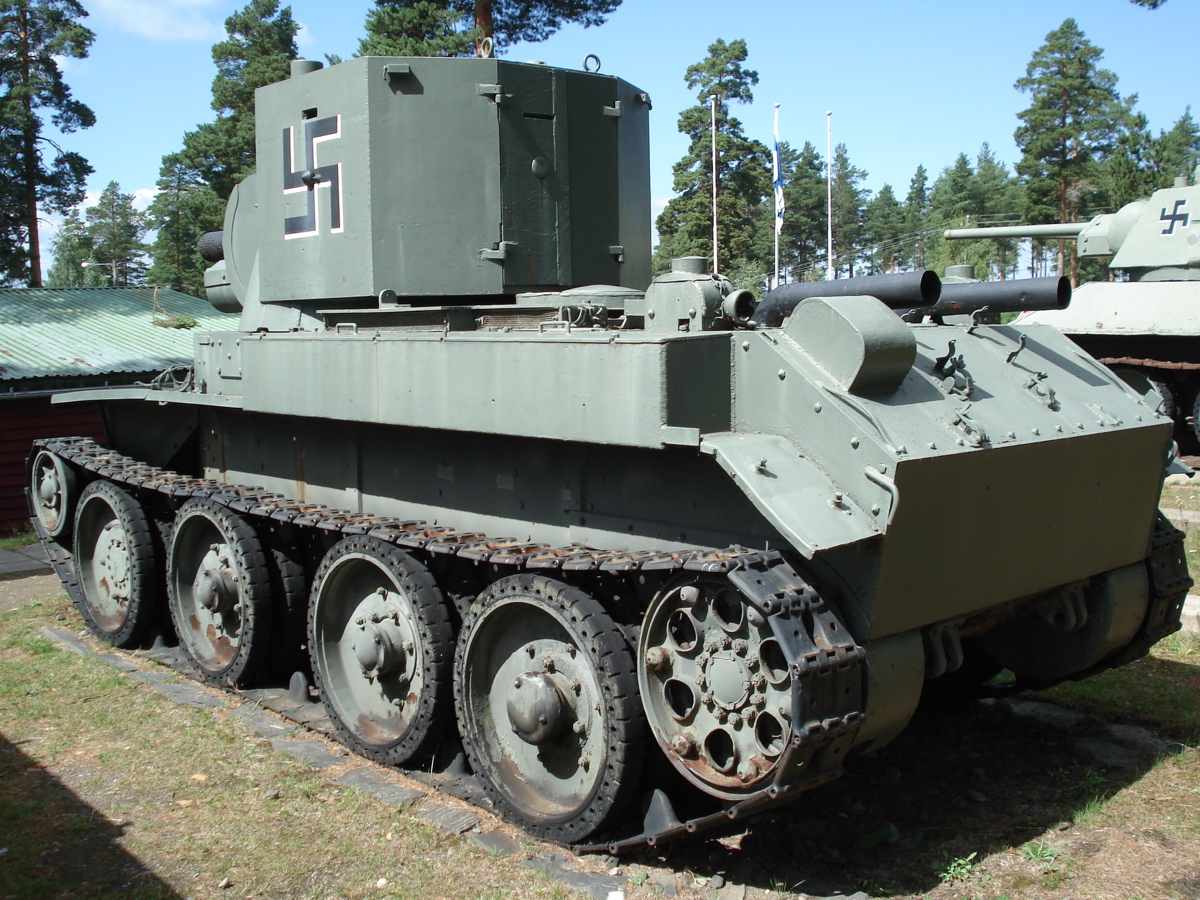
Vue de l'arrière-gauche du blindé

## Culture populaire
Le BT-42 apparaît dans l'animé japonais Girls und Panzer.
Le BT-42 se trouve aussi dans le jeu vidéo War Thunder, au sein de l'arbre de recherche suédois, avec un BR (Battle Rating) de 2.0 au rang 1. Il a été introduit lors de la mise à jour 2.21.

## Sources
- (en) Cet article est partiellement ou en totalité issu de l’article de Wikipédia en anglais intitulé « BT-42 » (voir la liste des auteurs).